# マードック・ミステリー 〜刑事マードックの捜査ファイル〜
『マードック・ミステリー 〜刑事マードックの捜査ファイル〜』（マードック・ミステリー けいじマードックのそうさファイル、Murdoch Mysteries）は、カナダの刑事ドラマ（海外ドラマ）。カナダでは2008年から放映され、”こんなにロングシリーズ化したドラマは珍しい”と評されており、2022年現在シーズン15まで製作・放映されている。
2008年、カナダのエミー賞と呼ばれるジェミニ賞で史上最多の計14部門にノミネートされ、世界57か国で放送されている。

## 概要
1890年代、イギリス植民地時代のカナダ・トロントを舞台に、トロント警察のマードック刑事が検視官のジュリアや仲間達と協力し合い、事件を解決していく。指紋、足跡、血液検査など、当時の最新の先端技術を駆使して捜査が行われる。モーリーン・ジェニングスの小説が原作で、「シャーロック・ホームズ」と「CSI:科学捜査班」が融合したミステリードラマとも呼ばれる。ニコラ・テスラ、コナン・ドイル、バッファロー・ビル、ハリー・フーディーニ等、歴史上実在の人物が登場し、事件やマードックと絡むエピソードが多数存在するのもこの番組の特長の一つとなっている。

## 登場人物・キャスト
ウィリアム・マードック　William Murdoch
演 - ヤニック・ビッソン、声 - 森田順平
トロント警察第4分署の刑事。主に理化学に強い知的な人物であり、また直観像記憶の能力を持っている。それらを生かした推理で難事件を解決するだけでなく、人間的な配慮にも長けており、被害者やその遺族、また容疑者に対しても気を配る場合が多い。指紋や血液など当時の先端技術を進んで採用しようとするため、時には上司であるブラッケンリードと衝突することもしばしば。敬虔なカトリック教徒（プロテスタントでないことが理由で栄転できなかった）で死体を前にしたときは必ず十字を切る。捜査の過程で信仰心が揺らぐ出来事に直面し、苦悩する姿が描かれるエピソードがある。
ノバスコシア州出身。幼少時は孤児院で育った。
同僚のジュリアのことが好きで交際するものの、シーズン2後半で明らかになった彼女の過去が原因で関係が1度破綻する。
父は元船乗り。また腹違いの兄が北西騎馬警察にいる。妹もいるが、余命が少ない時期の再会となってしまう。
ヤニック・ビッソンはexecutive producer （製作責任者）としてもこのドラマに参画している。実娘二人が”マードック刑事の大ファン”役でドラマにゲスト出演したエピソード（シーズン8　第6話）がある。役どころとしては、マードックが自分たちの仕組んだ事件を解決できるかどうか挑戦するのだが（あくまでファン心理で）、”捜査の妨害になってますから”と言われて歓迎されていない。また、娘の一人はドラマのスタッフとしてジュリア等女性キャストのメーキャップアーティストを担当している。
ジュリア・オグデン　Dr. Julia Ogden
演 - ヘレナ・ジョイ、声 - 世戸さおり
トロント警察検死官。病理学と検視の技術を有している。検死官としての専門的立場からマードックに対して様々な報告、アドバイスをし、捜査に協力する。
2人姉妹の長女。名家名門の育ちのため保守的な性格だが、その自分の殻を打ち破ろうしている心の葛藤がある。大学生の時に仲間数人とスキニー・ディップをして逮捕された前科もある。マードックとは交際していたものの、大学生の頃に医師を志す夢を優先し中絶したことが知られて一旦は破局した。彼女自身の人生や心情から、他人をいたわる受容力が豊かな心の持ち主でもある。
トーマス・ブラッケンリード　Thomas Brackenreid
演 - トーマス・クレイグ、声 - ふくまつ進紗
トロント警察第4分署の警部。マードックの上司。既婚者。イギリス出身でクリミア戦争に従軍した経験を持つ。演劇と酒を好む。マードックとは捜査方法、意見の相違から衝突することが多いが内心、彼を高く評価している。俗物で融通が利かず伝統的な捜査手法を好み、容疑者の社会的地位、人種などを理由に偏見を持ちがちな面が目立つ。しかし仕事に対する熱意は高く、時には権力に対し、反骨心をあらわにすることもあり、トロント市民を守るための義務感は強い。いささか恐妻家の面があり、禁酒運動家の妻の勧めで度々、禁酒を試みるが成功していない。
ジョージ・クラブツリーGeorge Crabtree
演 - ジョニー・ハリス、声 - 石上裕一
トロント警察第4分署の制服警官（巡査）。マードックのために足を使って証拠集めに奔走する助手的存在。孤児で学校にもろくに行っていないため、計算ができず、言葉の用法もよく間違える。若いゆえ未熟な面が目立つが、機転が利き気配りもでき、彼のおかげでしばしばマードックが事件解決のヒントを得ることもある。だが時に、その熱心さが仇となり、行き過ぎた行動で失敗することもある。マードックが負傷休養中に起きた事件で代理刑事として(捜査過程中あぶなかしげではあったが)、見事に解決したこともある。
作家志望で歴史、考古学好き。シーズン5　第3話で”奇跡の一冊”と言えるような作品(The Curse of the Pharaohs；ファラオの呪い）が初出版されヒットしたが、その次回作が”鳴かず飛ばず”だった為すっかり作家としての知名度が鎮火したエピソードがある。警察署のジョージの机上には常にこの本が置かれている。また、作家志望者向けのワークショップの講師をするなど、作家への希望や活動は継続している。
ヘンリー・ヒギンス Henry Higgins
演 - ラックラン・マードック
ジョージ・クラブツリーの相棒の巡査。シリーズ開始当初は目立っていなかったが、その後メインキャスト級の扱いになっている。人の良すぎるジョージの良き友で、突っ込み役のような存在。
イニッド・ジョーンズ　Enid Jones
9歳の息子・アルウィンと2人暮らしの未亡人。シーズン2第8話にてアルウィンがある事件に関わったのを機にマードックと知り合う。電信会社に勤めていたことがあり、シーズン2第10話では捜査に一役買う。

## スタッフ
- 製作総指揮 - スコット・ガーヴィー、クリスティーナ・ジェニングス
- 製作 - ローラ・バービン、ピーター・ネイブーン、キャル・クーンズ
- 監督 - ショーン・アレックス・トンプソン、ドン・マクブレアティ、ジョン・レクイエ、ファーハド・マン
- 制作 - シャフツベリー・フィルムズ、チャム・テレビジョン、グラナダ・インターナショナル

### 日本語版制作スタッフ
- 翻訳 - 佐藤朝子
- 演出 - 高橋剛
- 調整 - 清本百合子

## サブタイトル

### シーズン1
| 通 算 | File No. | サブタイトル     | 原題                        | 初回放送日    | 実在したゲスト出演者     |
| ----- | -------- | ---------------- | --------------------------- | ------------- | ------------------------ |
| 1     | 001      | 欲望の犠牲       | Power                       | 2008年1月20日 | ニコラ・テスラ           |
| 2     | 002      | 空白の5日間      | Glass Ceiling               | 2008年1月27日 |                          |
| 3     | 003      | 血のドレス       | The Knock Down              | 2008年2月03日 |                          |
| 4     | 004      | 死者からの伝言   | Elementary, My Dear Murdoch | 2008年2月10日 | アーサー・コナン・ドイル |
| 5     | 005      | 揺らぐ信仰       | Till Death Do Us Part       | 2008年2月17日 |                          |
| 6     | 006      | 愛と憎しみ       | Let Loose the Dogs          | 2008年2月24日 |                          |
| 7     | 007      | 隠された動機     | Body Double                 | 2008年3月02日 |                          |
| 8     | 008      | 美貌の罠         | Still Waters                | 2008年3月09日 |                          |
| 9     | 009      | 腹話術師の明と暗 | Belly Speaker               | 2008年3月16日 | アーサー・コナン・ドイル |
| 10    | 010      | 高慢の反抗       | Child's Play                | 2008年3月23日 |                          |
| 11    | 011      | 運命の矢         | Bad Medicine                | 2008年3月31日 |                          |
| 12    | 012      | 暗殺計画         | The Prince and the Rebel    | 2008年4月06日 | アルフレッド王子         |
| 13    | 013      | 火星からの陰謀   | The Annoying Red Planet     | 2008年4月13日 |                          |

### シーズン2
| 通 算 | File No. | サブタイトル       | 原題                   | 初回放送日    | 実在したゲスト出演者                   |
| ----- | -------- | ------------------ | ---------------------- | ------------- | -------------------------------------- |
| 14    | 001      | 大西部の伝説       | Mild Mild West         | 2009年2月10日 | バッファロー・ビル、アニー・オークレイ |
| 15    | 002      | ヘビとハシゴ       | Snakes and Ladders     | 2009年2月10日 | 切り裂きジャック                       |
| 16    | 003      | 野望と嫉妬         | Dinosaur Fever         | 2009年2月17日 |                                        |
| 17    | 004      | イリュージョン     | Houdini Whodunit       | 2009年2月24日 | ハリー・フーディーニ                   |
| 18    | 005      | 緑の妖精           | The Green Muse         | 2009年3月03日 |                                        |
| 19    | 006      | 灰色の色合い       | Shades of Grey         | 2009年3月10日 |                                        |
| 20    | 007      | キャンパスの殺人者 | Big Murderer on Campus | 2009年3月17日 |                                        |
| 21    | 008      | 妄想と欲望         | I, Murdoch             | 2009年3月24日 |                                        |
| 22    | 009      | 自宅療養           | Convalescence          | 2009年3月31日 |                                        |
| 23    | 010      | 電信恋愛           | Murdoch.com            | 2009年5月06日 |                                        |
| 24    | 011      | 運命の人           | Let Us Ask the Maiden  | 2009年5月13日 |                                        |
| 25    | 012      | オオカミ男         | Werewolves             | 2009年5月20日 |                                        |
| 26    | 013      | 父との再会         | Anything You Can Do    | 2009年5月27日 |                                        |

### シーズン3
| 通 算 | File No. | サブタイトル   | 原題                      | 初回放送日    | 実在したゲスト出演者 |
| ----- | -------- | -------------- | ------------------------- | ------------- | -------------------- |
| 27    | 001      | 私は誰だ       | The Murdoch Identity      | 2010年3月14日 |                      |
| 28    | 002      | 仲間の死       | The Great Wall            | 2010年3月21日 |                      |
| 29    | 003      | 秘密クラブ     | Victor, Victorian         | 2010年3月28日 |                      |
| 30    | 004      | 親子の絆       | Rich Boy, Poor Boy        | 2010年4月04日 |                      |
| 31    | 005      | 引き裂かれた心 | Me, Myself and Murdoch    | 2010年4月11日 |                      |
| 32    | 006      | 消えた名画     | This One Goes To Eleven   | 2010年4月25日 |                      |
| 33    | 007      | サーカスの死神 | Blood And Circuses        | 2010年5月02日 |                      |
| 34    | 008      | 危険な思想     | Future Imperfect          | 2010年5月09日 | H・G・ウェルズ       |
| 35    | 009      | ミイラは語る   | Love And Human Remains    | 2010年5月16日 |                      |
| 36    | 010      | 呪われた屋敷   | The Curse Of Beaton Manor | 2010年4月23日 |                      |
| 37    | 011      | 死刑執行人     | Hangman                   | 2010年5月30日 |                      |
| 38    | 012      | 写真の女       | In The Altogether         | 2010年6月06日 |                      |
| 39    | 013      | 衝撃の真実     | The Tesla Effect          | 2010年6月13日 | ニコラ・テスラ       |

### シーズン4
| 通 算 | File No. | サブタイトル           | 原題                  | 初回放送日    | 実在したゲスト出演者     |
| ----- | -------- | ---------------------- | --------------------- | ------------- | ------------------------ |
| 40    | 001      | 正義のあり方           | All Tattered and Torn | 2011年6月07日 |                          |
| 41    | 002      | 兵士の犠牲             | Kommando              | 2011年6月14日 |                          |
| 42    | 003      | 病院での不審死         | Buffalo Shuffle       | 2011年6月21日 |                          |
| 43    | 004      | 愛憎の館               | Downstairs, Upstairs  | 2011年6月28日 |                          |
| 44    | 005      | 姉妹の秘密             | Monsieur Murdoch      | 2011年7月06日 |                          |
| 45    | 006      | 真実に導く模型         | Dead End Street       | 2011年7月13日 |                          |
| 46    | 007      | 水底に潜む謎           | Confederate Treasure  | 2011年7月20日 | ウィルフリッド・ローリエ |
| 47    | 008      | 少年の裏の顔           | Dial M for Murdoch    | 2011年7月27日 |                          |
| 48    | 009      | 迫り来る魔の手         | The Black Hand        | 2011年8月03日 |                          |
| 49    | 010      | 神の声                 | Voices                | 2011年8月10日 |                          |
| 50    | 011      | 吸血鬼との密会         | Bloodlust             | 2011年8月17日 |                          |
| 51    | 012      | キス泥棒               | The Kissing Bandit    | 2011年8月24日 |                          |
| 52    | 013      | 不思議の国のマードック | Murdoch in Wonderland | 2011年8月31日 |                          |

### シーズン5
| 通 算 | File No. | サブタイトル         | 原題                              | 初回放送日    | 実在したゲスト出演者           |
| ----- | -------- | -------------------- | --------------------------------- | ------------- | ------------------------------ |
| 53    | 001      | 自分の居場所         | Murdoch of the Klondike           | 2012年6月06日 | ジャック・ロンドン             |
| 54    | 002      | 不可解な弾道         | Back and to the Left              | 2012年6月13日 |                                |
| 55    | 003      | 知られざる王女の呪い | Evil Eye of Egypt                 | 2012年6月20日 |                                |
| 56    | 004      | 爆破テロ事件         | War on Terror                     | 2012年6月26日 | エマ・ゴールドマン             |
| 57    | 005      | 渦巻く嫉妬           | Murdoch at the Opera              | 2012年7月03日 |                                |
| 58    | 006      | 明日への投資         | Who Killed the Electric Carriage? | 2012年7月10日 | ヘンリー・フォード             |
| 59    | 007      | 秘めたる心 前編      | Stroll on the Wild Side (Part 1)  | 2012年7月17日 |                                |
| 60    | 008      | 秘めたる心 後編      | Stroll on the Wild Side (Part 2)  | 2012年7月24日 |                                |
| 61    | 009      | 精巧な発明品         | Invention Convention              | 2012年7月31日 | アレクサンダー・グラハム・ベル |
| 62    | 010      | 天国への階段         | Staircase to Heaven               | 2012年8月07日 |                                |
| 63    | 011      | 悪意の人形           | Murdoch in Toyland                | 2012年8月14日 | アレクサンダー・グラハム・ベル |
| 64    | 012      | 誇りと裏切り         | Murdoch Night in Canada           | 2012年8月21日 |                                |
| 65    | 013      | 未来へ               | Twentieth Century Murdoch         | 2012年8月28日 |                                |

### シーズン6
| 通 算 | File No. | サブタイトル | 原題                          | 初回放送日    |
| ----- | -------- | ------------ | ----------------------------- | ------------- |
| 66    | 001      |              | Murdoch Air                   | 2013年1月07日 |
| 67    | 002      |              | Winston’s Lost Night          | 2013年1月14日 |
| 68    | 003      |              | Murdoch on the Corner         | 2013年1月21日 |
| 69    | 004      |              | A Study in Sherlock           | 2013年1月28日 |
| 70    | 005      |              | Murdoch Au Naturel            | 2013年2月04日 |
| 71    | 006      |              | Murdoch and the Cloud of Doom | 2013年2月11日 |